# 이다오카역
이다오카역(일본어: 飯田岡駅)은 일본 가나가와현 오다와라시에 있는 이즈하코네 철도 다이유잔 선의 역이다.

## 역 구조
단선 승강장 1면 1선의 지상역에서 선로의 북쪽에 승강장이 있고 그 북쪽에 역사와 화장실이 있다. 역사는 사가미누마타 방향, 화장실은 아나베 방향에 위치하고, 화장실에는 플랫폼 측에서 출입이 가능하다.
무인역이지만, 아침 저녁은 역 계원이 주재한다. 역사 내부에는 자동 매표기와 승차표 발행기가 1대씩 설치되어 있다. IC카드를 터치하는 간이 개찰도 있다.

## 역 주변
역 동쪽에는 가리 강이 흐르고, 역전에 이다오카 다리가 놓여져 있다. 가리 강의 대안에는 시설이 집적하고 있다.
- 오다와라 시립 도미즈 초등학교
- 오다와라 시립 이즈미 중학교
- 오다와라 이다오카 우체국
- 이다 신사
- 후쿠덴지

역 서쪽에는 현도 74호선이 달리고, 이다오카 버스 정류장이 있다.
- 오다와라 플라워 가든
- 오다와라 시 환경 사업 센터
- 현립 오다와라 스와노하라 공원

위 시설들은 역에서 남서쪽으로 가파른 언덕을 넘은 곳에 있어 도보로 접근하기 어렵다.

## 역사
- 1926년 5월 19일: 이다오카 정거장 신설 신고를 철도 장관에게 제출[1]하여 정확한 개업일은 미상[2].

## 인접역
| 이즈하코네 철도 ■ 다이유잔 선 | 이즈하코네 철도 ■ 다이유잔 선 | 이즈하코네 철도 ■ 다이유잔 선   |
| ----------------------------- | ----------------------------- | ------------------------------- |
| ID05 아나베 오다와라 방면     |                               | 사가미누마타 ID07 다이유잔 방면 |